# Omni Smith
Omni Smith (ur. 24 kwietnia 1984 w Chicago) – amerykański koszykarz występujący w PLK w zespole Kotwicy Kołobrzeg na pozycji rozgrywającego lub rzucającego obrońcy.

## Życiorys
Omni Smith zaczynał swoją koszykarską karierę w 2004. Przez pierwsze 3 lata gry był zawodnikiem zespołu Kent State występującego w lidze NCAA (w sezonie 2006/2007 13,9 punktu oraz 3,6 asysty). W sezonie 2007/2008 był gwiazdą ligi rumuńskiej. W zespole Târgoviște Bukareszt notował niemal 25 punktów na mecz (ponadto 5,1 zbiórki, 3,6 asysty oraz 1,7 przechwytu). Sezon 2008/2009 spędził w Holandii. Grając w zespole Upstairs Weert zagrał 42 mecze (średnio 15,3 punktu, 4,4 zbiórki, 3,5 asysty oraz 1,9 przechwytu). W połowie sierpnia 2009, jako pierwszy obcokrajowiec dołączył do zespołu Kotwicy Kołobrzeg.

## Osiągnięcia
Na podstawie, o ile nie zaznaczono inaczej.
NCAA
- Uczestnik turnieju NCAA (2006)
- Mistrz:
  - turnieju konferencji Mid-American (MAC – 2006)
  - sezonu regularnego MAC (2006)
- Zaliczony do II składu MAC (2007)

## Statystyki podczas występów w PLK
- Sezon 2009/2010 (Kotwica Kołobrzeg): 27 meczów (średnio 15,6 punktu, 5 zbiórek oraz 5,1 asysty w ciągu 35 minut)